# BKCP Bank
Het Beroepskrediet (officiële benaming: Nationale Kas voor Beroepskrediet, in het Frans Caisse Nationale de Crédit Professionnel)  was een Belgische openbare financiële instelling, laatst gevestigd aan de Waterloolaan 16 te Brussel. 
In het kader van de privatisering van de Belgische openbare financiële instellingen werd het Beroepskrediet, via een reeks wets- en statutenwijzigingen en fusies met de plaatselijke kredietverenigingen, omgevormd tot een bank die diensten aanbiedt aan particuliere en professionele klanten. De nieuwe bank kreeg eerst de benaming BKCP Bank. Na de fusie van BKCP Bank met Beobank bleef alleen de laatste benaming behouden. Paul Lembrechts was de laatste CEO van BKCP Bank.

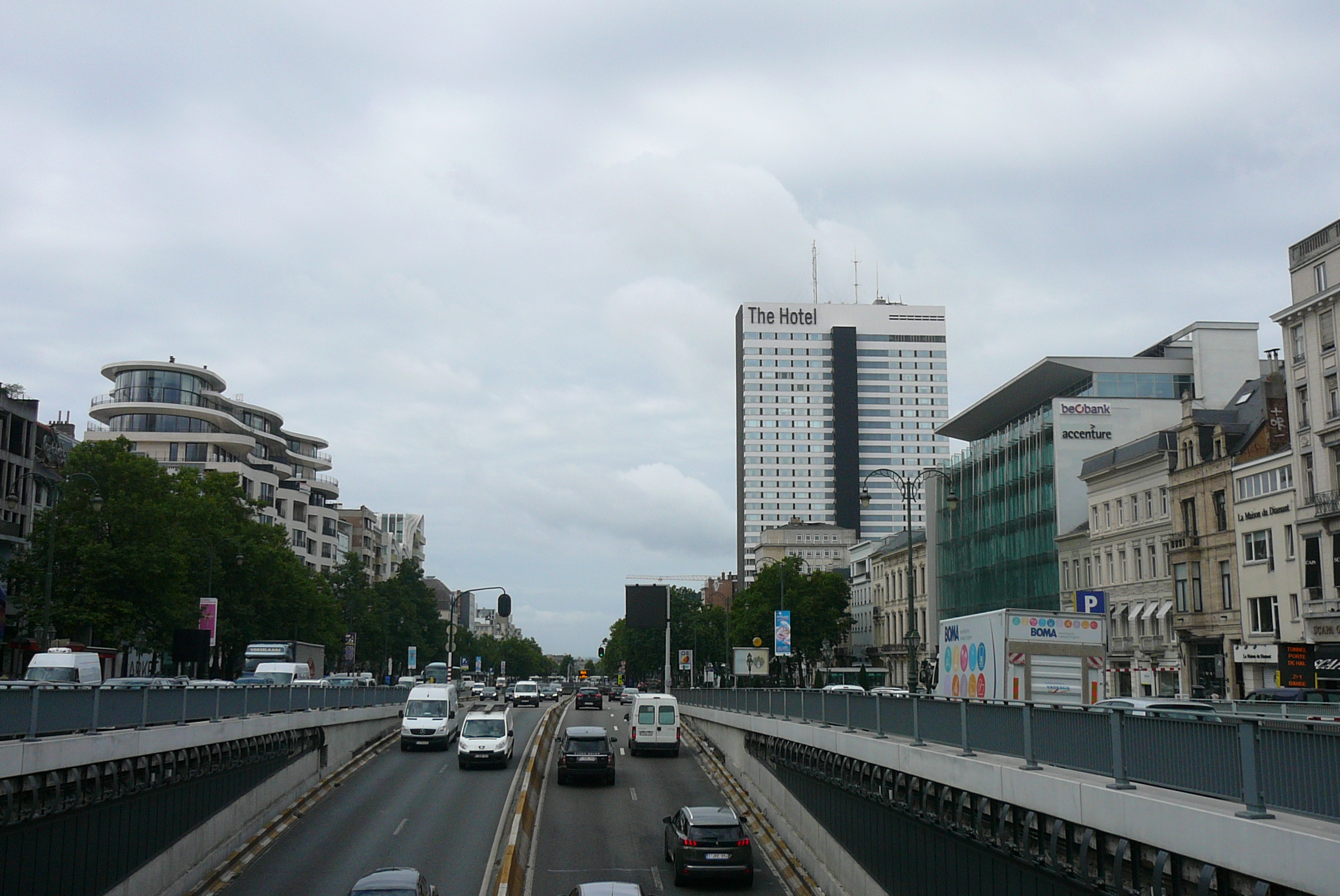
Rechts het voormalige gebouw van het Beroepskrediet in 2017, met op de zijgevel de naam Beobank

## Geschiedenis
De Hoofdkas voor het Klein Beroepskrediet (in het Frans: Caisse Centrale du Petit Crédit Professionnel) werd opgericht door de wet van 11 mei 1929. De besluitwet van 23 december 1946 liet, met ingang van 1 januari 1947, de Hoofdkas samensmelten met de Nationale Kredietkas ten behoeve van de Middenstand en het Waarborgfonds voor Krediet ten behoeve van de Ambachtsbewerktuiging, en wijzigde de benaming in Nationale Kas voor Beroepskrediet. Bij Koninklijk Besluit van 2 juni 1956 werd het statuut van de instelling grondig gewijzigd.
Het Beroepskrediet had een ingewikkelde structuur met erkende instellingen (coöperatieve vennootschappen, ook kredietverenigingen genoemd) en maatschappijen voor onderlinge borgstelling in de belangrijke steden en een waarborgfonds. De raad van bestuur bestond uit topfiguren van andere openbare kredietinstellingen en middenstandsorganisaties.
In 1991 waren er 24 kredietverenigingen van zeer wisselende grootte. Enkele waren zeer belangrijk en goed beheerd; enkele andere stonden aan de rand van het faillissement. De relaties met de moederinstelling waren soms onduidelijk en gespannen.

### Een moeizame privatisering
Aan de basis van de privatisering van de Belgische openbare kredietinstellingen ligt de wet van 17 juni 1991 tot organisatie van de openbare kredietsector en van het bezit van de deelnemingen van de openbare sector in bepaalde privaatrechtelijke financiële vennootschappen. De te privatiseren instellingen werden ondergebracht in de Algemene Spaar- en Lijfrentekas-Holding (afgekort ASLK-Holding). Toen de ASLK in 1993 opging in de Fortis-groep, werd de naam van de holding gewijzigd in nv Federale Participatiemaatschappij.
Bij de voorbereiding van de privatisering rezen er vragen over de werking van de instelling en over het bedrag van het eigen vermogen. Dit leidde tot herstructureringen (waaronder een vermindering van het personeelsbestand van 335 tot 246 in 1992) en kapitaalsverhogingen waarop ingetekend werd door een deel van de kredietverenigingen. Hierna twee gebeurtenissen die chaotische verloop van de privatisering illustreren.
- Hoofdzetel met winst verkocht en met winst teruggekocht: In 1972 verkocht het Beroepskrediet zijn maatschappelijke zetel aan de Waterloolaan. Dit leverde een forse boekhoudkundige meerwaarde op die de verliezen hielp compenseren. Omdat de koper in moeilijkheden geraakt was, kon het de zetel in 1996 voor een derde van de prijs terugkopen.[5]
- Aandeelhouders onvindbaar: In 2001 nam de nieuwe eigenaar, Crédit Mutuel du Nord, via een openbaar bod de coöperatieve Bank van Brabant over. Een kwart van de coöperanten bleek onvindbaar te zijn.[6]

In afwachting van een overnemer bleef het Beroepskrediet zich herstructureren. Dit leidde in 1998 tot een nieuwe personeelsvermindering: 110 van de resterende 273 personeelsleden vloeiden af.

### Geleidelijke overname door Crédit Mutuel du Nord
Eind 1999 werd eindelijk een overnemer gevonden. De Franse bank Crédit Mutuel du Nord (CMN, naam ondertussen gewijzigd in Crédit Mutuel Nord Europe, CMNE) nam het overheidsbelang van de Federale Participatiemaatschappij in het Beroepskrediet in twee fases over. Begin 2000 wisselde een controlebelang van 51,4 procent van eigenaar voor een bedrag van 269,8 miljoen frank (6,7 miljoen euro). In januari 2003 werd het resterende belang overgedragen.
Tijdens de daaropvolgende jaren werd de integratie van de hoofdkas en de regionale kredietverenigingen gerealiseerd onder de nieuwe benaming BKCP.
- 2001: BKCP neemt de visuele identiteit van het moederhuis over.
- 2001: Eerste overname van een regionale bank: Interfederaal Beroepskrediet.
- 2008: Geleidelijke overname van regionale banken, verspreid over het hele land: Bank van Brabant, Federale Kas voor het Beroepskrediet (Kortrijk), Caisse de Dépôts et du Crédit des Classes Moyennes, Oost-Vlaams Beroepskrediet (Zele), BK Bank en West-Vlaams Beroepskrediet (Brugge), Banque du Crédit Professionnel (Namen), Middenstands Deposito- en Kredietkantoor (Mechelen) en Interfederaal Beroepskrediet (Moeskroen).
- 2009: Fusie van de regionale banken in een enkele juridische structuur en met enkele naam: BKCP Bank.
- 2013: Overname van OBK-Bank.

Twee grote regionale banken kozen voor een eigen weg. De Henegouwse CPH Banque had 30 september 1997 alle banden met het Beroepskrediet doorgeknipt en ging verder als kleine zelfstandige bank. Het Antwerps Beroepskrediet (ABK) werd in 2011 voor 115 miljoen euro overgenomen door Bank J. Van Breda en Co, een dochter van de beursgenoteerde holding Ackermans & van Haaren.

### Citibank België en BKCP vormen samen Beobank
In 2011 verkocht de Amerikaanse Citigroup zijn Belgische dochter Citibank aan Crédit Mutuel Nord Europe. De naam Citibank werd gewijzigd in Beobank. Sedert 2016 zijn de BKCP-kantoren geïntegreerd in het Beobank-netwerk.
Het sluitstuk van de integratie werd ook de samenvoeging van beide hoofdkantoren op een nieuwe locatie in de buurt van het Brusselse Noord-station. Door vertragingen in de aanbouw van het nieuwe hoofdkantoor en met het oog op snellere besparingen werd het voormalige hoofdkantoor van BKCP, dat ondertussen verkocht was, eind oktober 2019 definitief ontruimd.

## Sponsoring
Vanaf 1 januari 2009 tot 31 december 2017 trad BKCP op als hoofdsponsor van de wielerploeg BKCP-Powerplus, eind 2015 hernoemd tot BKCP-Corendon met als kopmannen Niels Albert en Mathieu van der Poel. Vanaf 2018 tot midden 2019 sponsorde de bank de ploeg van Sanne Cant en de jeugd-veldritploeg. Dit contract werd op 1 juli 2019 overgenomen door Crelan.
Sinds eind 2013 is Beobank sponsor van voetbalclub KRC Genk. Eind 2018 werd dit contract verlengd tot eind 2022.
Begin 2019 maakte de Belgische wielerbond bekend voor een periode van twee jaar een samenwerking gesloten te hebben met Beobank.